# Arctosa
Arctosa is een geslacht van spinnen uit de familie wolfspinnen (Lycosidae).
De meeste soorten maken een hol in zand, mos of steengruis. De spinnen zijn redelijk groot en hebben een lengte van 10 tot 20 mm. Er zijn ongeveer 10 soorten in Europa te vinden.

## Nederlandse soorten
Er komen verschillende soorten in Nederland en België voor, in Nederland zijn ze zeldzaam. Enkele bekendere soorten zijn:
- Grindwolfspin (Arctosa cinerea)
- Grote zandwolfspin (Arctosa figurata)
- Moswolfspin (Arctosa leopardus')
- Tricca (Arctosa lutetiana)
- Gewone zandwolfspin (Arctosa perita)

## Soorten
De volgende soorten zijn bij het geslacht ingedeeld: 
- Arctosa albida (Simon, 1898)
- Arctosa albopellita (L. Koch, 1875)
- Arctosa algerina Roewer, 1960
- Arctosa aliusmodi (Karsch, 1880)
- Arctosa alluaudi Guy, 1966
- Arctosa alpigena (Doleschall, 1852)
- Arctosa amylaceoides (Schenkel, 1936)
- Arctosa annulipes (L. Koch, 1875)
- Arctosa astuta (Gerstaecker, 1873)
- Arctosa atriannulipes (Strand, 1906)
- Arctosa atroventrosa (Lenz, 1886)
- Arctosa ayaymama Paredes-Munguía, Brescovit & Teixeira, 2024
- Arctosa bacchabunda (Karsch, 1884)
- Arctosa bakva (Roewer, 1960)
- Arctosa bamiana (Roewer, 1960)
- Arctosa berlandi (Caporiacco, 1949)
- Arctosa bicoloripes (Roewer, 1960)
- Arctosa biseriata Roewer, 1960
- Arctosa brauni (Strand, 1916)
- Arctosa brevispina (Lessert, 1915)
- Arctosa camerunensis Roewer, 1960
- Arctosa capensis Roewer, 1960
- Arctosa cervina Schenkel, 1936
- Arctosa chungjooensis Paik, 1994
- Arctosa cinerea (Fabricius, 1777)
- Arctosa conflicta Paredes-Munguía, Brescovit & Teixeira, 2024
- Arctosa coreana Paik, 1994
- Arctosa costenola Paredes-Munguía, Brescovit & Teixeira, 2024
- Arctosa daisetsuzana (Saito, 1934)
- Arctosa darountaha Roewer, 1960
- Arctosa delaportei Omelko & Marusik, 2022
- Arctosa denticulata Jiménez & Dondale, 1984
- Arctosa depectinata (Bösenberg & Strand, 1906)
- Arctosa depuncta (O. Pickard-Cambridge, 1876)
- Arctosa deserta (O. Pickard-Cambridge, 1872)
- Arctosa dhikala Sankaran & Caleb, 2023
- Arctosa dissonans (O. Pickard-Cambridge, 1872)
- Arctosa ebicha Yaginuma, 1960
- Arctosa edeana Roewer, 1960
- Arctosa emertoni Gertsch, 1934
- Arctosa ephippiata Roewer, 1960
- Arctosa epiana (Berland, 1938)
- Arctosa erythraeana Roewer, 1960
- Arctosa excellens (Simon, 1876)
- Arctosa fessana Roewer, 1960
- Arctosa figurata (Simon, 1876)
- Arctosa frequentissima Caporiacco, 1947
- Arctosa fujiii Tanaka, 1985
- Arctosa fulvolineata (Lucas, 1846)
- Arctosa gougu Chen & Song, 1999
- Arctosa hainan Wang, Li & Zhang, 2021
- Arctosa hallasanensis Paik, 1994
- Arctosa harraria Roewer, 1960
- Arctosa hikosanensis Tanaka, 1985
- Arctosa himalayensis Tikader & Malhotra, 1980
- Arctosa hottentotta Roewer, 1960
- Arctosa hunanensis Yin, Peng & Bao, 1997
- Arctosa indica Tikader & Malhotra, 1980
- Arctosa insignita (Thorell, 1872)
- Arctosa intricaria (C. L. Koch, 1847)
- Arctosa ipsa (Karsch, 1879)
- Arctosa janetscheki Buchar, 1976
- Arctosa jibarosa Paredes-Munguía, Brescovit & Teixeira, 2024
- Arctosa kadjahkaia Roewer, 1960
- Arctosa kalpiensis (Gajbe, 2004)
- Arctosa kansuensis (Schenkel, 1936)
- Arctosa kassenjea (Strand, 1913)
- Arctosa kawabe Tanaka, 1985
- Arctosa kazibana Roewer, 1960
- Arctosa keniana (Roewer, 1960)
- Arctosa keumjeungsana Paik, 1994
- Arctosa khudiensis (Sinha, 1951)
- Arctosa kiangsiensis (Schenkel, 1963)
- Arctosa kirkiana (Strand, 1913)
- Arctosa kiwuana (Strand, 1913)
- Arctosa kolosvaryi (Caporiacco, 1947)
- Arctosa kwangreungensis Paik & Tanaka, 1986
- Arctosa labiata Tso & Chen, 2004
- Arctosa laccophila (Simon, 1909)
- Arctosa lacupemba (Roewer, 1960)
- Arctosa lacustris (Simon, 1876)
- Arctosa lagodechiensis Mcheidze, 1997
- Arctosa lama Dondale & Redner, 1983
- Arctosa laminata Yu & Song, 1988
- Arctosa lawrencei (Roewer, 1960)
- Arctosa leaeniformis (Simon, 1910)
- Arctosa leopardus (Sundevall, 1833)
- Arctosa lesserti Reimoser, 1934
- Arctosa letourneuxi (Simon, 1885)
- Arctosa lightfooti (Purcell, 1903)
- Arctosa litigiosa Roewer, 1960
- Arctosa littoralis (Hentz, 1844)
- Arctosa liujiapingensis Yin, Peng, Xie, Bao & Wang, 1997
- Arctosa lutetiana (Simon, 1876)
- Arctosa maculata (Hahn, 1822)
- Arctosa marfieldi Roewer, 1960
- Arctosa marocensis Roewer, 1960
- Arctosa meinerti (Thorell, 1875)
- Arctosa meitanensis Yin, Wang, Xie & Peng, 1993
- Arctosa mineira Paredes-Munguía, Brescovit & Teixeira, 2024
- Arctosa mittensa Yin, Wang, Xie & Peng, 1993
- Arctosa mossambica Roewer, 1960
- Arctosa mulani (Dyal, 1935)
- Arctosa niccensis (Strand, 1907)
- Arctosa nilotica (Audouin, 1826)
- Arctosa ningboensis Yin, Bao & Zhang, 1996
- Arctosa nivosa (Purcell, 1903)
- Arctosa nonsignata Roewer, 1960
- Arctosa nyembeensis (Strand, 1916)
- Arctosa obscura Denis, 1953
- Arctosa oneili (Purcell, 1903)
- Arctosa otaviensis Roewer, 1960
- Arctosa pacaya Paredes-Munguía, Brescovit & Teixeira, 2024
- Arctosa pardosina (Simon, 1898)
- Arctosa pargongensis Paik, 1994
- Arctosa pelengea Roewer, 1960
- Arctosa perita (Latreille, 1799)
- Arctosa personata (L. Koch, 1872)
- Arctosa pichoni Schenkel, 1963
- Arctosa poecila Caporiacco, 1939
- Arctosa politana Roewer, 1960
- Arctosa promontorii (Pocock, 1900)
- Arctosa pseudoleopardus Ponomarev, 2007
- Arctosa pungcheunensis Paik, 1994
- Arctosa quadripunctata (Lucas, 1846)
- Arctosa raptor (Kulczyński, 1885)
- Arctosa ravida Ponomarev, 2007
- Arctosa recurva Yu & Song, 1988
- Arctosa renidescens Buchar & Thaler, 1995
- Arctosa ripaecola (Roewer, 1960)
- Arctosa rubicunda (Keyserling, 1877)
- Arctosa rufescens Roewer, 1960
- Arctosa sanctaerosae Gertsch & Wallace, 1935
- Arctosa sapiranga Silva & Lise, 2009
- Arctosa schensiensis Schenkel, 1963
- Arctosa scopulitibiis (Strand, 1906)
- Arctosa serii Roth & Brown, 1976
- Arctosa serrulata Mao & Song, 1985
- Arctosa similis Schenkel, 1938
- Arctosa simoni Guy, 1966
- Arctosa sjostedti Roewer, 1960
- Arctosa sordulenta (Thorell, 1899)
- Arctosa springiosa Yin, Wang, Xie & Peng, 1993
- Arctosa stigmosa (Thorell, 1875)
- Arctosa subamylacea (Bösenberg & Strand, 1906)
- Arctosa swatowensis (Strand, 1907)
- Arctosa tanakai Barrion & Litsinger, 1995
- Arctosa tangerana (Roewer, 1960)
- Arctosa tangguoi Wang, Li & Zhang, 2021
- Arctosa tbilisiensis Mcheidze, 1946
- Arctosa tenebrosa (Keyserling, 1877)
- Arctosa tenella (Keyserling, 1877)
- Arctosa tenuissima (Purcell, 1903)
- Arctosa testacea Roewer, 1960
- Arctosa togona Roewer, 1960
- Arctosa transvaalana Roewer, 1960
- Arctosa tridens (Simon, 1937)
- Arctosa tridentata Chen & Song, 1999
- Arctosa truncata Tso & Chen, 2004
- Arctosa upembana Roewer, 1960
- Arctosa vaginalis Yu & Song, 1988
- Arctosa variana C. L. Koch, 1847
- Arctosa villa Paredes-Munguía, Brescovit & Teixeira, 2024
- Arctosa villica (Lucas, 1846)
- Arctosa virgo (Chamberlin, 1925)
- Arctosa wittei Roewer, 1960
- Arctosa xunyangensis Wang & Qiu, 1992
- Arctosa yasudai (Tanaka, 2000)
- Arctosa zhaojingzhaoi Li, 2016
- Arctosa ziyunensis Yin, Peng & Bao, 1997